# Mike Dawes
Mike Dawes é um violonista inglês conhecido por usar a técnica fingerstyle para compor, arranjar e tocar várias partes simultaneamente no violão. Além de ser conhecido por seu trabalho solo, Dawes também toca no grupo de synth-pop Nik Mystery.
Desde 2012, quando chamou a atenção por conta de uma versão da música Somebody That I Used to Know, do Gotye, Dawes figura em listas de melhores instrumentistas. E em 2017 e em 2018, Dawes foi eleito por duas vezes seguida o "Melhor Guitarrista Acústico do Mundo" pelo site MusicRadar em parceria com a revista Total Guitar Magazine.

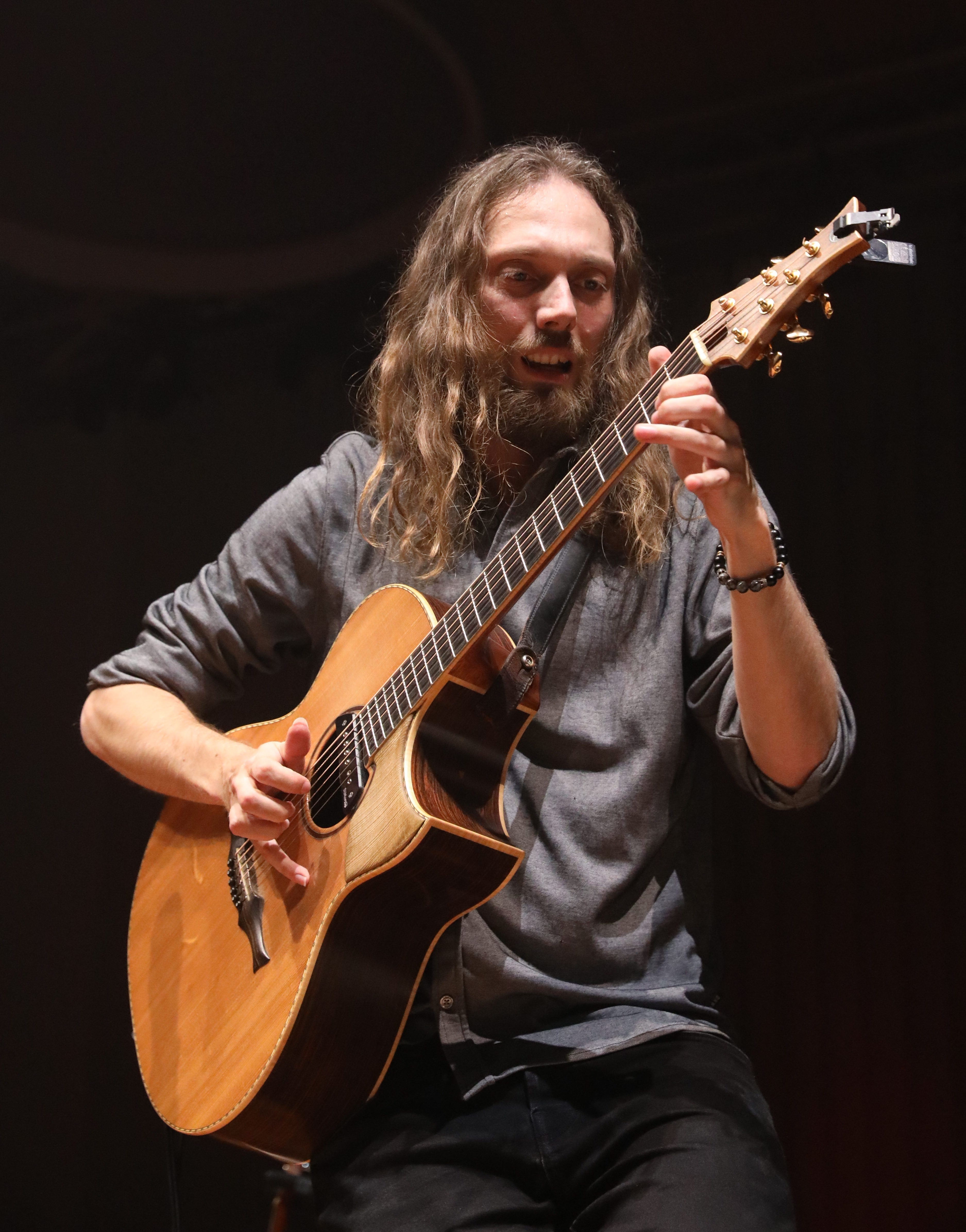
Dawes, 2024

Em 2016, Dawes tornou-se o primeiro guitarrista acústico endorser da DiMarzio, compartilhando uma lista com nomes como John Petrucci, Steve Vai e Joe Satriani, enquanto co-projetou o captador magnético Black Angel com Larry Dimarzio e Nick Benjamin.

## Discografia

### Solo

#### Álbuns de estúdio
- What Just Happened? (2013)
- Era (2017)

#### Álbuns ao vivo
- Shows and Distancing: Live in the USA (2020)

#### EPs
- Reflections (2009)

#### Singles
- "Somebody That I Used to Know" (Gotye cover) (2012)
- "The Impossible" (2012)
- "The Impossible 2.0" (feat. Petteri Sariola and Adam "Nolly" Getgood) (2014)

### comNik Mystery
- When EP (2018)
- Maniac Single (2019)
- By a Thread Single (2019)

#### Aparições em outros projetos
- "The Impossible"  - Acoustic Guitar 2 (2008)
- "Clocks"  - Acoustic Guitar Forum 3 Compilation (2010)
- "Scotch Pancake"  - Acoustic Guitar Forum 4 Compilation (2010)
- "Melancholia"  - Yetzer Hara (Flux Conduct, 2017)
- "Boogie Slam"  - Acoustic Guitar 5 (2019)